# Francisco Azuela
Francisco Azuela Espinoza (Ciudad de León, Guanajuato, el 8 de marzo de 1948) es un reconocido escritor y poeta mexicano, con diversas obras publicadas y traducidas a varios idiomas. 
Fue diplomático en las Embajadas de México en Costa Rica y Honduras (1973-1983), y condecorado por el Gobierno hondureño con la Orden del Libertador de Centroamérica Francisco Morazán, en el grado de Oficial. Fue candidato de la Academia Hondureña de la Lengua y al Premio Internacional de Literatura Cervantes de España en 1981. Director de la Biblioteca del Honorable Congreso de la Cámara de Diputados del Estado de Guanajuato (1991-1997), y director general y fundador del Centro Cultural Internacional El Cóndor de los Andes - Águila Azteca, A.C., con sede en la Ciudad de Cochabamba, Bolivia (1999).

## Biografía

### Nacimiento e infancia
Francisco Azuela nació el 8 de marzo de 1948 en la calle General Emiliano Zapata n.º 404 de la ciudad de León, Guanajuato. Es sobrino nieto de Mariano Azuela, primer novelista de la Revolución Mexicana y autor de la novela Los de abajo, entre otras grandes obras. Su madre es María Esperanza de los Dolores Espinosa Hernández, escritora leonesa y mujer dedicada al teatro, autora de varias novelas costumbristas de provincia, como «Historia de un Gran Amor»; su padre fue Ricardo Azuela Martín del Campo, poeta de Lagos de Moreno, Jalisco, hijo de Francisco Azuela González, hermano de Mariano Azuela.
Es el cuarto hijo de una familia de trece hijos. Su padre fue el Jefe de la Estación de los Ferrocarriles Nacionales de México en Trinidad,(México). Empezó a oír desde muy pequeño que en ese lugar histórico, desde un vagón del tren, dispararon el «Cañón Niño» y que una bala desprendió una astilla del portón de la Hacienda de Santa Ana cuando el General Obregón se encontraba observando la batalla contra Pancho Villa y este perdió un brazo por el impacto. Con la imaginación de estos acontecimientos Francisco Azuela inició una nueva etapa en su vida.
Seguramente su mayor deslumbramiento fue cuando su padre lo enseñó a leer, pues le descubrió un universo que desconocía entre el pasar de las antiguas locomotoras. También escuchaba en su infancia leyendas mayas que forjaron su imaginación poética. Se trataba de historias de personajes como los aluxes, pequeños seres fantásticos que habitaban en las ruinas y los cementerios. Leyó también el Chilam Balam, libro sagrado de los antiguos mayas que es un monumento de la literatura indígena de América.

### Juventud
El joven poeta empezó a escribir sus primeros pensamientos poéticos a temprana edad; su padre le enseñó las lecturas de los grandes escritores rusos, como el bello poema Ruslan y Ludmila del poeta Alexander Pushkin. Otro libro que le dejó una huella indeleble es el de poemas y odas del mítico rey poeta y sabio tezcocano Netzahualcoyotl. La literatura náhuatl, idioma de los astros y de los poetas del mundo azteca, rica en bellas metáforas y fuerza de expresión. También le enseñó mucho sobre México-Tenochtitlán, el Valle de Anáhuac, los atlantes de Tula, con su cordillera neovolcánica y su altiplano; los volcanes de Orizaba; el Popocatépetl y el Iztaccíhuatl; macizos y montañas de la sierra madre de Chiapas. Olmecas, zapotecas, chichimecas; el Tajín y Monte Albán, Oaxaca. 
Después conocería a los poetas clásicos y contemporáneos y leería a muchísimos escritores de distintas nacionalidades y épocas, así como a escritores y poetas mexicanos que le han permitido entender que el poeta y el escritor son una conciencia social, un testimonio de vida y de tiempo.
Su padre murió cuando él tenía 20 años de edad. Su poesía como en México y en el Continente Latinoamericano aborda diversos temas: la soledad, el amor, la naturaleza, la vida, la muerte, el espíritu nacionalista, la guerra, el desamor, la desesperanza, el desencanto, el olvido, el abandono, el temor, la angustia. 
El también escribe el canto solitario, triste y herido de una América doliente desde la Cordillera Real de los Andes, de los descendientes de Tiwanaku, de los incas y del lago Titicaca hasta los aztecas y los mayas. Escribe poesía sobre los pueblos oprimidos, en extinción o castigados por la guerra y el abandono.

### Estudios realizados
Estudió Derecho en la Universidad de Guanajuato y en la Universidad Nacional Autónoma de México; Literatura en la Universidad Iberoamericana (Ciudad de México), y Pedagogía en la Universidad Panamericana de la misma ciudad; también recibió cursos, talleres y seminarios de Filosofía y Literatura en las Universidades Complutense de Madrid y Laval de Quebec, Canadá.

## Vida y obra poética
En 1969, ocupó la Secretaría Particular de la Rectoría de la Universidad de Guanajuato y la Jefatura del Departamento de Escuelas Particulares e Instituciones de Educación Superior.
Posteriormente en 1974, se incorporó al Servicio Exterior Mexicano, desempeñando funciones diplomáticas en las Embajadas de México en Costa Rica y Honduras, como Secretario, Agregado Cultural y Encargado de Negocios y por su calidad de Encargado de Negocios de la Embajada de México en Honduras y por instrucciones de su Gobierno, se hizo cargo de los asuntos de la República de El Salvador en Honduras. Durante el desarrollo de su actividad como Agregado Cultural y Secretario de la Embajada de México en Honduras, organizó como parte del Convenio Cultural entre esos dos países y de la celebración del Año de la Ciencia y la Cultura de la Universidad Nacional Autónoma de Honduras, un ciclo de conferencias en la Alianza Francesa, en coordinación con dicha Universidad, la Alianza Francesa, la Escuela Nacional de Bellas Artes, la Escuela Superior del Profesorado “Francisco Morazán”, la Editorial Guaymuras y la Galería Estudio 5, en el que participaron destacados escritores, catedráticos, investigadores, historiadores, científicos, funcionarios, rectores y embajadores.
De 1985 a 1986, colaboró en la Secretaría Particular como asesor del Gobernador del Estado de Guanajuato y en 1987, fue asesor del Gobernador del Estado de Quintana Roo 
En febrero de 1991, fue nombrado director general de Extensión Universitaria de la Universidad Santa Fe de Guanajuato, A.C., ocupando posteriormente el cargo de Director de la Biblioteca del Honorable Congreso del Estado de Guanajuato. 
Su nombre aparece publicado como miembro del Directorio Mundial de Bibliotecas Parlamentarias de Comunidades Autónomas y Estados Federales, con sede en Alemania y en la Federación Internacional de Asociaciones de Bibliotecas y Bibliotecarios (IFLA).
Durante los años que fue director de la Biblioteca, también se dedicó a la elaboración de discursos e informes para los parlamentarios y realizó los programas culturales del Congreso.
En mayo de 2003, fue nombrado Director del Centro Integrado de Documentación e Información (CIDI) del Instituto Internacional de Integración del Convenio Andrés Bello, con sede en La Paz, Bolivia, cargo que desempeñó hasta el 2007. Creó en la Biblioteca del CIDI una nueva Hemeroteca, una Videoteca, una Mapoteca y un área dedicada a los Tesoros Bibliográficos del Instituto Internacional de Integración. Así como la edición y distribución del Boletín mensual La Voz Internacional de la Biblioteca, con las noticias más importantes e información sobre organismos internacionales. El boletín forma parte de la Página Institucional del I.I.I.
Organizó la participación del Instituto Internacional de Integración y de la Secretaría Ejecutiva del Convenio Andrés Bello, en la VIII Feria Internacional de Libro, que se celebró en la ciudad de La Paz, del 25 de agosto al 7 de septiembre y fue el encargado de dirigir la ceremonia de presentación del libro “Gabriela Mistral: su prosa y poesía en Colombia”, editado por el Convenio Andrés Bello, con la participación del Consulado General de Chile en Bolivia, de la embajadora Karen Longaric, Directora Ejecutiva del I.I.I. y de la Cámara Boliviana del Libro.
Recientemente por concurso de méritos, fue nombrado el 8 de mayo de 2009 por la Comisión Calificadora de la Universidad Andina Simón Bolívar en Bolivia, Director del Centro de Documentación y Biblioteca en la Sede Académica de la ciudad de La Paz. La Universidad Andina Simón Bolívar fue fundada por el Parlamento Andino en 1985 y está extendida en sus 5 países miembros: Bolivia, Colombia, Ecuador, Perú y Venezuela.
Sus obras se han publicado en cinco idiomas: alemán, español, francés, inglés y portugués y algunos de sus poemas traducidos al italiano, albanés y persa. El poeta Samuel Bréjar declaró en Francia, más de una vez, que “Francisco Azuela es uno de los poetas vivos más importantes de México y de Latinoamérica”. El lanzamiento trilingüe: español, francés e inglés de La Palabra Ardiente/ La Parole Ardente/ The Ardent Word, que hizo ANTARES Publishing House of Spanish Culture. Con el auspicio de The York University Bookstore en conjunción con The Department of Hispanic Studies, Glendon College, York University y The Enrichment Lectures and Events Series of Stong College, York University. Toronto, Canadá, en marzo de 2008, es otro de sus méritos literarios.

### Poesía
- La Parole Ardente (1993)
- Son las Cien de la Tarde (1996)
- Ángel del Mar de mis Sueños (2000)
- Parole Ardente 2.ª Ed(2002)
- Colección de libros de poesía. Textos en varios idiomas (2008)
- Antología del Silencio (Breves relatos poéticos y otros cantos)
- Cordillera Real de los Andes (Jacha’ a Tata Janqo Khajiri Qollunaka) y
- Encuentro de Thunupa y Quetzalcoatl (Thunupa, Tupac Katari y Juancito Pinto. Nuevamente Thunupa y Quetzalcoatl) (2008)
- Latinoamérica en Llamas (libro en preparación-2010)

### Cuentos
- Rotonda de Gatos Ilustres - Pantheón des Chats Illustres (2007)

### Antologías, semblanzas, diccionarios
- “El País de las Siete Luminarias”, editada por el gobierno del Estado de Guanajuato. Introducción, selección y notas del poeta, crítico y Dr. en Literatura, Benjamín Valdivia (1994)
- Perfil de su vida y de su obra en el libro “Historia de la Literatura Guanajuatense”, editado por el Instituto Estatal de la Cultura de Guanajuato. Mayo de 2000.
- Un mundo no coraçao, selección del poeta francés Jean-Paul Mestas, edición bilingüe 2002 en portugués y francés. Contiene 82 poetas de 57 países. Editora Universitaria de Lisboa, Portugal.
- Antología Poética “Un Recorrido Interminable 1972-2003” (2004)
- En 2005 fue seleccionado para formar parte de la Antología El Verbo Descerrajado, como un homenaje a los presos políticos chilenos. Ed. Apostrophes. Chile.
- En 2005 fue seleccionado para formar parte de la Antología Canto a un Prisionero, como un homenaje a los presos político en Turquía. Editorial Poetas Antiimperialistas de América. Ottawa, Canadá. Esta Antología se presentó en Bruselas, Róterdam, París y Montreal.
- Seleccionado por el Centro Simón I. Patino de la ciudad de Santa Cruz para formar parte de la Muestra de Poesía Contemporánea Boliviana, para la 7.ª Feria del Libro de Santa Cruz, celebrada del 31 de mayo al 11 de junio de 2006.
- El 9 de febrero de 2006, las Embajadas de Francia, Brasil, España y México en Bolivia, presentaron el CD-ROM “Pequeña Antología Poética. Un recorrido interminable 1972-2006. "Le printemps des Poètes", La Primavera de los Poetas, con obras de Francisco Azuela en seis idiomas: español, alemán, aymara, francés, inglés y portugués.
- Semblanza biográfica de la novelista leonesa María Esperanza de los Dolores Espinosa viuda de Azuela, en homenaje a sus 90 años de vida (2009).

Semblanza biográfica de la novelista leonesa María Esperanza de los Dolores Espinosa viuda de Azuela, en homenaje a sus 95 años de vida (2014)
- Semblanza biográfica de la novelista leonesa María Esperanza de los Dolores Espinosa viuda de Azuela, en homenaje a sus 95 años de vida (2014)

### Revistas y Artículos
1. Estafeta Literaria de España (junio de 1978)
2. Nueva Estafeta de España (N.º. II, octubre de 1979)
3. Arte y Cultura de la Alianza Francesa de Honduras (agosto de 1979)
4. Suplemento Cultural O Diário de Lisboa (enero de 1987)
5. Papel de Literatura del Centro Nacional de Información y Promoción de la Literatura del Instituto Nacional de Bellas Artes de México (1994)
6. México Norte Current Literature, edición de Chapel Hill, IC. USA. (N.º. 159, octubre de 1994)
7. Interactions (Department of German-University College de Londres,  (N.º. 1 y 2, 1994)
8. Rimbaud Revue (Semestriel International de Création Littéraire, France et la Communauté Européenne des poètes, (N.º. 4, 1995. N.º. 6, 1996 y N.º. 7, 1997)
9. Les Cahiers de la Poesie, (Bimestriel Internacional, París, noviembre-diciembre de 1994)
10. Neruda Internacional, (edición de Jhon Donne & Cia. Francia, 2000, 2001, 2002)
11. Revista Internacional de Literatura Sur, editada en Francia (1996 y 1998)
12. Jalons, de Nantes, París (N.º. 58, 1997 y N.º. 73, 2002) y en otras revistas literarias de Canadá, Centroamérica, España, México, Portugal, Puerto Rico, Bolivia, Francia, Austria, Brasil, Italia e Irán.

#### Artículos
1. Regresa de España el Poeta Francisco Azuela. Por José Castro Villalobos. Periódico Movimiento, Guanajuato. Enero de 1973.
2. España Reconoce El Maldicionero del Poeta Mexicano Francisco Azuela. Diario El Cronista. Tegucigalpa, Honduras. Julio de 1978.
3. Francisco Azuela: El Hombre del Retorno. Por Tomás Aguilar. Diario A.M. León, Guanajuato. Julio de 1980.
4. Un Poemario Mexicano que Irrumpe en Centroamérica. Por Manuel Tórres Calderón. Diario Excelsior de México. Enero de 1982.
5. Libros que Agradecemos: El Maldicionero. Por G. Funes-Mejía. Diario La Prensa de Honduras. Febrero de 1982.
6. El Maldicionero. Por Vicky González Prado. Diario Novedades de México. Mayo de 1982.
7. El Maldicionero, Libro de Poemas de Francisco Azuela. Por Raquel Díaz de León.  Diario Excelsior de México. Mayo de 1982.
8. Muere Álvaro Canales. Honduras ha Perdido un Pintor y Centroamérica un Maestro: Azuela. Diario Tiempo de Honduras. San Pedro Sula. Octubre de 1983.
9. La Soledad hace Contraste con Todo Menos con la Soledad. El Heraldo de León, Guanajuato. Mayo de 1986.
10. Francisco Azuela. Autor de “El Maldicionero” é um Poeta Maldito? Por Miguel Serrano. Periódico O Diario. Lisboa, Portugal. Enero de 1987.
11. Un Largo Recorrido entre las Letras es el Recorrido por el Poeta Francisco Azuela. Por Rosy Covarrubias. Diario de Quintana Roo, México. Febrero de 1987.
12. La Maldición. Por Margarita A. Ortega Glez. Diario Tinta Fresca. León, Gto., México. Noviembre de 1987.
13. Francisco Azuela “Un Hombre de Vientos” que viaja a través de El Tren de Fuego y se Refugia en los Mares de la Libertad. Por Joaquín Pacheco. Diario Novedades. Cancún, Quintana Roo, México. Mayo de 1988.
14. Por Encima de Todo Creo en la Mujer: Francisco Azuela. Por Julio César Silva. Diario Novedades. Cancún, Quintana Roo, México. 1988.
15. Encuentro con Francisco Azuela. Por Célica Cánovas. Diario A.M. León, Gto., México. Septiembre de 1988.
16. Retorna a Guanajuato el Poeta Francisco Azuela / Retorna a su Tierra Natal el Poeta Francisco Azuela. Diario Novedades. Cancún, Quintana Roo, México. Octubre de 1988.
17. A propósito de El Tren de Fuego, del poeta Francisco Azuela. Por Laura Steacy. Diario El Nacional. Salamanca, Gto., México. Agosto de 1993.
18. El Fuego Purificador. Por Manuel Apodaca. Diario A.M. Guanajuato, México. Septiembre de 1993.
19. Quelques Reflexions Sur Le Train de Feu a la Manière d’un Prologue.  Carlos A. Castellanos. Poeta y crítico literario argentino. 1993.
20. Apuntes sobre “La Parole Ardente”, Nuevo Libro de Francisco Azuela. Por el Dr. en Literatura, Benjamín Valdivia. Diario A. M. Guanajuato, México. Noviembre de 1994.
21. La Columna El Cuarto Peldaño. Por Carlos Ulises Mata. Diario A.M. Guanajuato, México. Febrero de 1996.
22. “Son las 100 de la Tarde”, de Francisco Azuela. Por el crítico Jesús Rosales.  Diario A.M. Guanajuato, México. Agosto de 1996.
23. Circula ya otro Libro de Poemas de Francisco Azuela. Por Carlos Ulises Mata. Diario A.M. Guanajuato, México. 1996.
24. Cosmorama. Francisco Azuela: El Maldicionero, Por Susana Zaragoza. Diario El Heraldo de León, Gto., México. Febrero de 1997.
25. Presenta Francisco Azuela “Ángel del Mar de mis Sueños”. Diario A.M. Guanajuato, México. Noviembre de 2000.
26. Circulan las Obras del Poeta Mexicano Francisco Azuela. El Diario. La Paz, Bolivia. Noviembre de 2002.

### Premios y distinciones
1. Condecorado por el gobierno hondureño con la Orden del Libertador de Centroamérica “Francisco Morazán”, en el grado de Oficial.
2. Candidato de la Academia Hondureña de la Lengua al Premio Internacional de Literatura “Cervantes”, España, 1981
3. Secretario de la Asociación de Escritores del Estado de Guanajuato, A.C. 1994.
4. Miembro de la Sociedad General de Escritores de México. de la Comunidad Latinoamericana de Escritores y Miembro de la International Writers Guild.
5. Corresponsal de Prometeo de la Poesía de Madrid, edición de un CD-ROM y Manual del “Inventario de la Poesía en español” (I.R.P.E.), julio de 2004. Compilador, Dr. Juan Ruiz de Torres.
6. Embajador de Poetas del Mundo en Bolivia 2005.[1]
7. Ambassadeur de la Paix- Universal Peace Ambassador 2006. Ginebra  Capitale Mondiale de la Paix[2]
8. Member of World Poets Society (W.P.S.) A Literary Organization for Contemporary Poets from all around the World, Grecia 2006.[3]
9. Premiado con uno de los 4 Awards que otorga un jurado prestigioso de la California State Polytechnic University, a través de su Departamento de Inglés y Lenguas Extranjeras (College of Letters, Arts, and Social Sciences), para integrar el Spring Harvest International 2006/2007, una de las ediciones en lengua inglesa más prestigiosas de Estados Unidos.
10. Fue invitado por el Centro de Literatura Moderna de Irán a participar en el Primer Congreso de Literatura Latinoamericana, realizado del 26 de mayo al 1.º de junio de 2007 en las ciudades de Teherán e Isfahán de la República Islámica de Irán.
11. Miembro de la Red Mundial de Escritores en Español: REMES. 2009.
12. En enero de 2009 fue nombrado por la Dirección de Protocolo del Estado Plurinacional de Bolivia – Ministerio de Relaciones Exteriores y Culto, para formar parte de la Comisión conmemorativa del Centenario de Juan Bosch, narrador, ensayista, educador, historiador, biógrafo, político, expresidente de la República Dominicana.